# Impatiens tayemonii
Impatiens tayemonii är en balsaminväxtart som beskrevs av Bunzo Hayata. Impatiens tayemonii ingår i släktet balsaminer, och familjen balsaminväxter. Inga underarter finns listade i Catalogue of Life.